# Mir Sultan Khan
Mir Sultan Khan (em urdu : میر سلطان خان, Mitha Tiwana, Panjabe, Índia britânica, 1905 – Sargodha, Punjab, 25 de abril de 1966) foi um jogador indo-paquistanês considerado o jogador de xadrez mais importante de seu tempo, seu sucesso durou apenas cinco anos.
Nasceu em uma família muito modesta e sofria de várias doenças; aprendeu a jogar xadrez de forma autodidata.
Especialista em Chaturanga, seu coronel do Exército britânico, Naweb, ensinou-lhe as regras europeias e o fez participar do Campeonato Indiano de Xadrez de 1928, onde foi o vencedor. Mais tarde, ele participaria do Campeonato Britânico de Xadrez vencendo em 1929, 1932 e 1933.
Morreu de tuberculose em Sargodha em 25 de abril de 1966, aos 61 anos.